# John Callahan
John Peter Callahan (ur. 23 grudnia 1953 w Nowym Jorku, zm. 28 marca 2020 w Rancho Mirage) – amerykański aktor.

## Życiorys
Urodził się na nowojorskim Brooklynie. Dorastał w Baldwin w hrabstwie Nassau. Był studentem prawa na Uniwersytecie Kalifornijskim w Berkeley, zanim rozpoczął karierę aktorską.
Po raz pierwszy trafił na mały ekran w roli dziennikarza w jednym z odcinków serialu przygodowego CBS Siedem narzeczonych dla siedmiu braci (Seven Brides for Seven Brothers, 1982) z Riverem Phoenixem. Grał postać Craiga Hunta w operze mydlanej NBC Santa Barbara (1992), zanim w 1992 dołączył do opery mydlanej ABC Wszystkie moje dzieci (All My Children) w roli Edmunda Greya, za którą w 1998 otrzymał nagrodę Soap Opera Digest Award. 
Był sędzią konkursu piękności Miss USA 1986.
7 sierpnia 1982 zawarł związek małżeński z Lindą Freeman. W 1995 doszło do rozwodu. 30 listopada 1996 ożenił się z aktorką Evą LaRue, z którą miał córkę Kayę (ur. 6 grudnia 2001). W 2005 rozwiedli się.
Zmarł 28 marca 2020 w wieku 66 lat w Rancho Mirage w Kalifornii w wyniku udaru mózgu.

## Wybrana filmografia
- 1984–85: Szpital miejski (General Hospital) jako Leo Russell
- 1986: Falcon Crest jako Eric Stavros
- 1987: Napisała: Morderstwo (Murder, She Wrote) odc. Śmierć z widokiem (Doom With A View) jako Gary Harper
- 1989: Napisała: Morderstwo (Murder, She Wrote) odc. Test of Wills jako Preston Howard
- 1992: Santa Barbara jako Craig Hunt
- 1992–2005: Wszystkie moje dzieci (All My Children) jako Edmund Gresham Grey
- 2006: Gotowe na wszystko (Desperate Housewives) jako Stan
- 2008: Dowody zbrodni (Cold Case) jako Bruce Donnelly
- 2009–2010: Dni naszego życia (Days of our Lives) jako dr Richard Baker